# ACX クリスタル
ACX クリスタル (ACX Crystal) (IMO番号: 9360611; MSSI: 548789000; コールサイン: DYUG) は、総トン数29,060 トン、全長 730フート (220 m) のコンテナ船である。2008年に韓国のSTX造船海洋により建造された。船籍はパナマ。
日本海事協会による船級検査を受けており、日本船主責任相互保険組合による保証を受けている。
公称積載能力は 2,100 TEU。

## 船主と運用
ACX クリスタルは2008年以来、（日本のサンフォードシッピング株式会社の子会社の）パナマの Olympic Steamship Co SA が所有し、フィリピン、バコールの Sea Quest Ship Management Inc が運用する。2014年からは、マニラの Sinbanali Shipping Inc と裸用船契約を結び、日本郵船 (NYK) のアジア内海運子会社であるACX ('Asia Container Express') により用船されている。
2017年6月、ACX クリスタルは日本、ベトナム、タイの港を結ぶ NYK のPX1航路に就航した。コンテナ船産業の通例通り、商船三井などの他社との積載能力の共有も行われる。

## アメリカ海軍ミサイル駆逐艦との衝突事故
2017年6月17日、ACX クリスタルは名古屋港から東京港への航行中に米軍基地のある神奈川県横須賀市の 54 マイル南、静岡県下田市沖 20 km の東京湾口において、アメリカ海軍のミサイル駆逐艦 フィッツジェラルド との衝突事故を起こした。衝突により貨物船の舳先と駆逐艦の右舷が損傷し、駆逐艦の司令官および二人の乗組員が負傷してヘリコプターにより搬送され、7名が行方不明となった後、艦内の浸水した居住区画で遺体で発見された。ACX クリスタル側のフィリピン人乗組員20名に人命被害はなかった。
事故後、17日17時頃、ACX クリスタルは、東京港大井ふ頭に入港した。その後、大黒ふ頭でもコンテナを降ろし損傷ヶ所の現場検証などを行い、25日昼に修理の為常石造船へ向けて出港した。豊後水道を経由し常石造船には27日に到着し、12号ドックにて修理が行われた。